# Guwotirto
Guwotirto is een bestuurslaag in het regentschap Wonogiri van de provincie Midden-Java, Indonesië. Guwotirto telt 2138 inwoners (volkstelling 2010).